# Pierre-Dominique Debartzch
Pierre-Dominique Debartzch, né le 22 septembre 1782 à Saint-Charles et mort le 6 septembre 1846 à Saint-Marc, est un seigneur, un avocat, un officier de milice, un fonctionnaire, un propriétaire de journaux et un député de la Chambre d'assemblée du Bas-Canada. D'abord partisan du Parti canadien, et de son successeur le Parti patriote, il s'en éloigne lors des années 1830 et se voit nommé au Conseil exécutif du Bas-Canada en 1837. 
Il est le neveu d'Hyacinthe-Marie Simon, dit Delorme, aussi député à la Chambre d'assemblée. Sa fille Elmire épouse Lewis Thomas Drummond, avocat et député de l'Assemblée législative du Canada-Uni, alors que Cordelia et Louise se marient avec deux exilés polonais, Édouard-Sylvestre de Rottermund, chimiste, et Alexandre-Édouard Kierzkowski, ingénieur, député de l'Assemblée législative du Canada-Uni et de la Chambre des communes du Canada. Sa fille Caroline est la mère de Frederick Debartzch Monk, député de la Chambre des communes.

## Biographie

### Origines et débuts
Debartzch est d'origine polonaise. Son ancêtre, Dominicus Bartzsch, marchand-pelletier, venait de la ville de Gdańsk. Le Dictionnaire biographique du Canada affirme que le moment où Dominicus Bartzsch est venu s’établir en Nouvelle-France est inconnu, mais que la première mention de sa présence remonte à 1752.
Son descendant, Pierre-Dominique Debartzch, naît en 1782 à Saint-Charles, dans la Province de Québec. Il est fils de Dominique Debartzch, négociant, et de Marie-Josephte Simon, dit Delorme. En 1802, il est un des premiers Canadiens inscrits au Harvard College à Cambridge, au Massachusetts. À partir de 1800, il apprend le droit auprès de Denis-Benjamin Viger, à Montréal et il est admis au barreau le 9 juillet 1806. En 1802, il reçoit une partie de la seigneurie Saint-Hyacinthe. Il prend possession ensuite des seigneuries Saint-Charles (ou « Saint-François-le-Neuf ») en 1826 et de Cournoyer en 1841.

### Implication pour le Parti patriote
Debartzch se lance en politique en 1809 et se voit élu député du comté de Kent, avec Louis-Joseph Papineau. L'année suivante, il est réélu dans la même circonscription. Il appuie le Parti canadien (qui deviendra le Parti patriote en 1826) pendant ses deux mandats. Lors de la guerre anglo-américaine de 1812, il s'engage dans la milice canadienne. Il sert comme officier dans le 5e bataillon de la milice d'élite incorporée du Bas-Canada. En 1813, il commande une compagnie pendant la bataille de la Châteauguay. En janvier 1814, il est nommé au Conseil législatif et abandonne son siège de député. Il siège à ce conseil jusqu'au 27 mars 1838, à la suspension de la Constitution. En 1815, il se marie à Josette de Saint-Ours, fille de Charles de Saint-Ours, conseiller législatif et seigneur.
En 1830, il préside à Saint-Charles une assemblée rassemblant des habitants des comtés de Richelieu, de Verchères, de Saint-Hyacinthe, de Rouville et de Chambly. Lors de cette assemblée, on adopte des propositions en faveur de la réforme du Conseil législatif et du Conseil exécutif. En 1832, il préside, conjointement avec Louis Bourdages, une autre assemblée des mêmes comtés, qui adopte à l’unanimité 21 propositions précurseures des 92 résolutions. La principale résolution exige la fin du pouvoir du président de l’exécutif de nommer les conseillers législatifs.

### Changement de loyauté
Debartzch fonde, en 1833, L'Écho du pays, un journal favorable à la cause du Parti patriote, rédigé d'abord par le français Alfred-Xavier Rambau. Cependant, Debartzch s'éloigne éventuellement du parti, et de ses éléments plus radicaux. Il cesse de soutenir L'Écho du pays en 1836, alors que des articles révolutionnaires y sont publiés. La même année, il fonde un autre journal, Le Glaneur, dont la rédaction est assurée par Jean-Philippe Boucher-Belleville. Ce dernier traite surtout d’agriculture, et connaît une courte existence. Son dernier numéro parait en septembre 1837.
À partir de 1835 Debartzch entretient une correspondance, qualifiée par le député Charles-Ovide Perrault de « journalière », avec le gouverneur Gosford. Nommé au Conseil exécutif en 1837, Debartzch occupe ce poste jusqu'à l'entrée en vigueur de l'Acte d'union, le 10 février 1841. Cette nomination entraîne sa condamnation par La Minerve, organe des Patriotes. Lors des rébellions des Patriotes du Bas-Canada, il doit quitter sa résidence de Saint-Charles, et se rendre à Montréal pour mettre sa famille à l'abri. Le Canadien du 22 novembre 1837 rapporte que des hommes armés avaient alors saccagé sa maison. Le 6 septembre 1846, Debartzch décède à Saint-Marc, à l’âge de 63 ans. Il est inhumé trois jours plus tard sous le banc seigneurial de l’église de Saint-Charles-sur-Richelieu.